# Балина
Вижте пояснителната страница за други значения на Балина.
Балина (на английски: Ballina; на ирландски: Béal an Átha) е град в северозападната част на Ирландия, графство Мейо на провинция Конахт. Разположен е около устието на река Мой при вливането ѝ в залива Килала. Основан е през 1729 г. Той е вторият по големина град в графство Мейо след Касълбар. Има крайна жп гара, която е 35 километрово отклонение от линията Касълбар-Клеърморис. Риболовът е сред основните отрасли на икономиката на града. Населението му е 10 056 жители от преброяването през 2006 г. 

## История
Според Енциклопедия Британика, първите признаци на заселване в града датират от около 1375 г., когато е основан августински манастир. Имението Белек /Belleek/, който сега е част от града, датира преди формирането на града и може да бъде датиран от 16-ти век. Балина е основан като гарнизонен град през 1723 г. от Джеймс О'Хара, 2-ри барон Тироули. Замъкът Белек е построен малко по-късно, между 1825 и 1831 г. 
Някога землището на Белек се е простирало на повече от три километра по левия бряг на устието на река Мой. По време на ирландското въстание от 1798 г., малка колона от френски войници напредва през имението, като част от разузнавателна група. Това дава името на булевард, сега известен като "Старият френски път".  Днес централната част на имението е замъка Белек (Belleek Castle Hotel), който е построено между 1825 и 1831 г. за подполковник сър Франсис Артър Нокс-Гор, бивш лорд-лейтенант на графство Слайго, по проекти, приписвани на ирландският архитект Джон Бенджамин Кийн. Белек остава собствеността на семейство Нокс-Гор до 1942 г., когато е продаден от Уилям Артър Сесил Сондърс-Нокс-Гор (1888-1975), поради нарастващи му разходи.
Река Мой формира традиционната граница на окръга между Майо и Слайго. Въпреки това, Законът за местното самоуправление на Ирландия от 1898 г. прави десния (източен) бряг на Мой, включително Арднари /сега предградие на Балина/ и квартал Крокетс Таун, част от административния окръг Майо. Битката при Арднари се води там през 1586 г.

### Ирландски език
От основаването си до началото на 1900 г. ирландският език е основният език, говорен в Балина. Тъй като използването на ирландски език започва да намалява в други части на Ирландия през колониалния период, той остава силен използван в окръг Мейо и в Балина. До 20-те години на миналия век обаче английският става доминиращ език в Балина. В проучването от 1926 г. било установено, че въпреки че много възрастни хора в Балина определят ирландски като майчин език, той вече не е познат от младите хора. 
Балина и Уестпорт са били сред първите градски райони в графство Мейо, които са приели английския език. Записки от околните тогава ирландскоговорещи селски райони в Майо и в съседния окръг Слайго показват, че ирландскоговорещите от тези райони са изпитвали натиск да използват английски. Днес само Каротейдж, на 70 км западно от Балина, остава ирландскоговорещ район в графство Мейо.

## Архитектура
Архитектурното наследство на града включва абатството Мойн от 15-ти век и катедралата Свети Муредах, която е катедрална църква на римокатолическата епархия на Килала. Работата по катедралата започва през 1827 г. Покривът и таванът са завършени преди Големия глад (1845 г.). Шпилът е завършен през 1855 г. и през 1875 г. органът е пуснат в експлоатация.
Балина има редица сгради, включително грегориански жилища на брега на Moy, сградата на Ice House (оттогава превърната в хотел)  и бившата провинциална банка (сега помещаваща музея на Джаки Кларк). Улиците на Балина се състоят главно от три и четириетажни грегориански и викториански сгради, въпреки че конструкциите на няколко сгради са много по-стари.

## Социален живот и култура
Социален живот на Балина се поддържа в редица традиционни пъбове, барове и ресторанти. 
През 2009 г. е изложена колекцията на Джаки Кларк, когато музеят Кларк е открит в старата провинциална банка.  По време на живота си Джаки Кларк закупува много уникални документи, които учените смятаха, че са изгубени, включително единствени оцелели копия на публикации, редки ръкописи и прокламации, непубликувани ръкописи и политически писания. Той дарява цялата си колекция на държавата, при условие, че ще остане в Балина. 

## Туризъм
Местоположението на Балина на река Мой благоприятства риболова на сьомга, а едно от най-добрите места, басейнът Ridge, се намира в сърцето на града.  Фестивалът на сьомгата Балина се провежда ежегодно през юли в града. Фестивалът включва Деня на наследството, където по-голямата част от центъра на града е затворена за движение, а улиците се пълнят с сергии за изкуства и занаяти и демонстрации на транспорт от отминали дни. Финалът на фестивала е Марди Гра, последван от пишни фойерверки.
Туристическите атракции включват два музея в града, колекцията на Джаки Кларк и музея на замъка Белийк.

## Спорт
Представителният футболен отбор на града се казва ФК Балина Таун.

## Побратимени градове
- Балина, Нов Южен Уелс, Нов Южен Уелс
- Скрантън, Пенсилвания, САЩ
- Питсфийлд, Масачузетс, САЩ
- Крейгейвън, Северна Ирландия
- Атис-Монс, Ил дьо Франс, Франция

## Известни личности
- Джак Чарлтън - английски футболист и треньор, притежава ваканционен вила в Балина [10]